# 技監 (内務省)
技監（ぎかん）は、内務省に置かれた官職。勅任官である。内務省国土局（旧土木局）に属す土木系技術官の最高位であり、内務三役（内務次官・警保局長・警視総監）に次ぐ地位であった。内務省分割後、建設省における建設技監を経て、現在の国土交通省における技監に継承される。

## 歴代内務技監
内務省の歴代の技監は表の通り。
| 職名     | 氏名       | 学歴                           | 大学卒業年次 | 在任期間                                     | その他の主な職歴など                                                                   |
| -------- | ---------- | ------------------------------ | ------------ | -------------------------------------------- | -------------------------------------------------------------------------------------- |
| 土木技監 | 古市公威   | パリ大学理学部                 | 明治13年     | 明治27.6-31.7（明治29.2-31.7は土木局長兼務） | 帝国大学工科大学長、土木学会長、工学会（日本工学会）理事長                             |
| 内務技監 | 沖野忠雄   | エコール・サントラル・パリ     | 明治11年     | 明治44.4-大正7.7.10                          | 土木学会長                                                                             |
| 〃       | 原田貞介   | シャロッテンブルク高等工芸学校 | 明治24年     | 大正7.7.10-13.3.25                           | 土木学会長、錦鶏間祗候                                                                 |
| 〃       | 市瀬恭次郎 | 帝国大学工科大学土木工学科     | 明治23年     | 大正13.3.25~昭和3.8.15（在任中死亡）         | 土木倶楽部会長                                                                         |
| 〃       | 中川吉造   | 帝国大学工科大学土木工学科     | 明治29年     | 昭和3.9.13~9.5.11                            | 土木学会長                                                                             |
| 〃       | 青山士     | 東京帝国大学工科大学土木工学科 | 明治36年     | 昭和9.5.11~11.11.17                          | 土木学会長                                                                             |
| 〃       | 辰馬鎌蔵   | 京都帝国大学工科大学土木工学科 | 明治40年     | 昭和11.11.17~14.6.6                          | 土木学会長                                                                             |
| 〃       | 谷口三郎   | 東京帝国大学工科大学土木工学科 | 明治42年     | 昭和14.6.6~17.3.25                           | 土木学会長、日本建設機械化協会会長                                                     |
| 〃       | 鈴木雅次   | 九州帝国大学工科大学土木工学科 | 大正3年      | 昭和17.3.25~20.4.19                          | 土木学会長、日本大学教授、文化勲章                                                     |
| 〃       | 山下輝夫   | 東京帝国大学工科大学土木工学科 | 大正7年      | 昭和20.4.19~20.10.27                         | 日本道路技術協会理事長                                                                 |
| 〃       | 岩沢忠恭   | 京都帝国大学工科大学土木工学科 | 大正7年      | 昭和20.10.27~22.12.31（国土局長兼務）        | 建設院技監、建設次官兼建設技監、建設事務次官、参議院議員、土木学会長、日本道路協会会長 |